# Црква рођења Светог Јована Крститеља у Горњем Храсном
Црква Рођења Светог Јована Крститеља налази се у селу Горње Храсно, општина Неум, у Босни и Херцеговини. То је једина православна црква у овој општини.

## Историја
На месту данашњег храма налазила се мања црква из 17. века. Нова црква је подигнута 1849. године на имању породице Кнежић, трудом мештана, а посебно Михајла Брстине, чије име је уписано изнад улазних врата.
Током Првог светског рата, 1917. године, два од три звона су конфискована и претопљена у ратне сврхе. Треће звоно је преживело.
У време рата у БиХ (1992–1995), црква је два пута минирана, други пут након потписивања Дејтонског споразума.

## Архитектура и значај
Храм је једнобродна грађевина традиционалног стила, са иконостасом у олтарском простору. У порти се налази зграда парохијског дома, која је некада служила као школа. Данас је у процесу обнове.
Посебну вредност има и некропола у црквеној порти, са стећцима и шест средњовековних ћириличних натписа, који сведоче о историјској писмености на подручју Херцеговине.

## Парохија
Првобитно је ова црква припадала парохији манастира Завала, али због удаљености, 1897. године покренуто је оснивање самосталне парохије Горње Храсно. У њу су ушла насеља: Орашје, Чаваш, Рујеви До, Гај, Граховиште, Елезовићи, Побрђе, Влака, Бурмази, Свитава, Колојањ, Ћетољуб и Церовица.
Након Другог светског рата, храм опслужују свештеници чапљинске парохије.